# Бар-Йехуда (аэродром)
Аэродром Бар-Йехуда (ивр. מנחת בר-יהודה‎) — израильский аэродром, расположенный у подножия Масады. Взлетно-посадочная полоса названа в честь Исраэля Бар-Йехуды, бывшего министра транспорта Израиля. Создателем и инициатором строительства взлетно-посадочной полосы был Иехуда Альмог, в то время председатель регионального совета Тамар.
Взлетно-посадочная полоса расположена примерно в двух километрах к северо-востоку от Масады. Вымощенная на берегу Мертвого моря взлетно-посадочная полоса, это полоса самого низко расположенного аэропорта в мире. Использование взлетно-посадочной полосы возможно при условии согласования с Экономическим обществом Мертвого моря.

## История
Взлетно-посадочная полоса была построена инженерными войсками Армии обороны Израиля и открыта 13 января 1963 года.
В конце 1980-х и 1990-х годах компания «Аркия» выполняла рейсы для отдыхающих из Сде-Дов в Бар-Йехуда в сотрудничестве с гостиницами на побережье Мертвого моря. Взлетно-посадочная полоса перестала работать как туристическая взлетно-посадочная полоса в 1997 году.

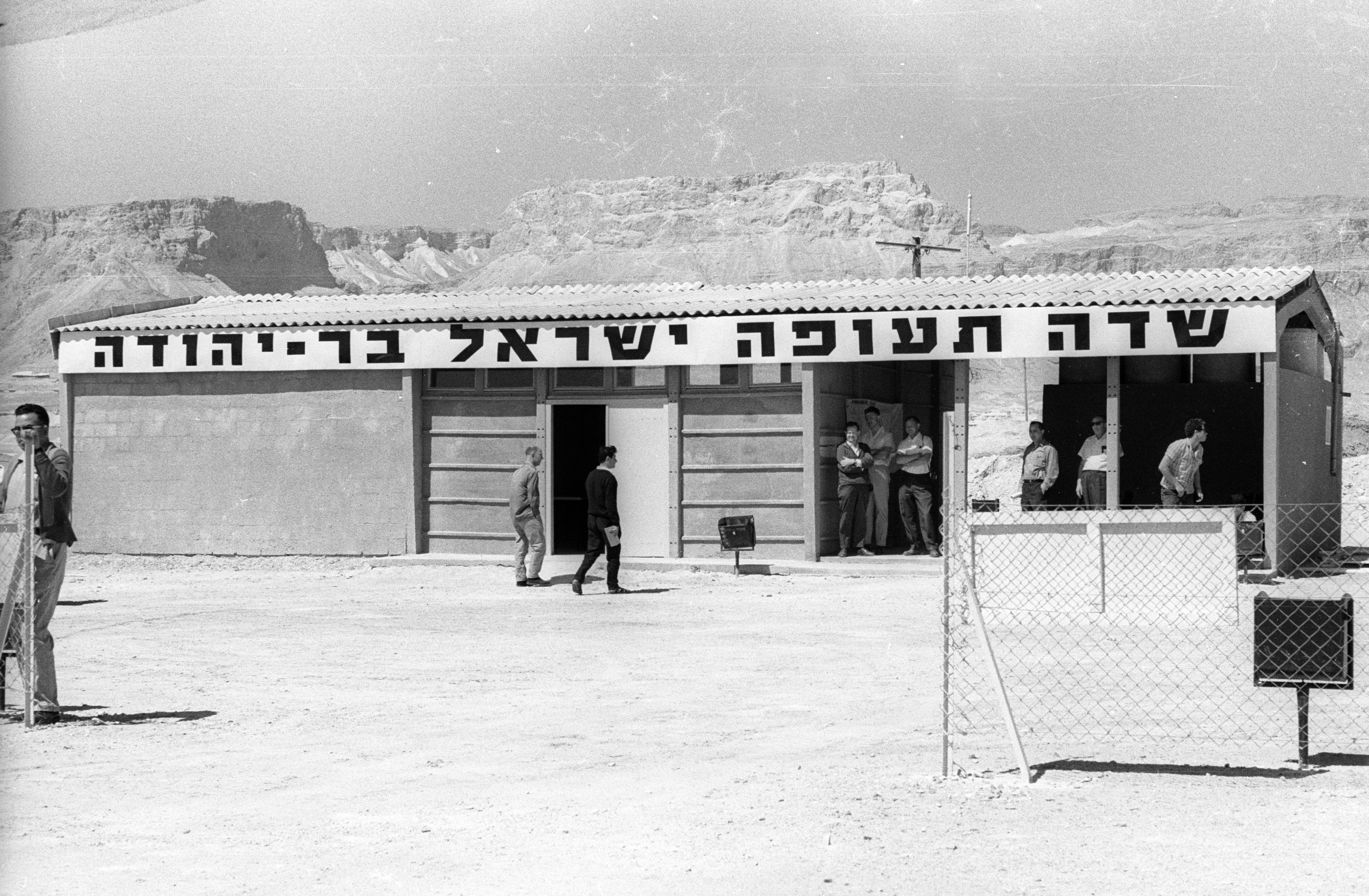
Израильский аэродром «Бар-Иегуда», апрель 1966 года

В 2006 году легкий самолет взлетел с взлетно-посадочной полосы и потерпел крушение на горе Масада из-за несоблюдения безопасной высоты, однако в этом происшествии никто не пострадал. В том же году было возобновлено воздушное сообщение из Тель-Авива на взлетно-посадочную полосу, правда, только на небольших самолетах Piper, вмещающих пилота и пять пассажиров.
В 2009 году региональный совет Тамар инвестировал около 5 миллионов шекелей в ремонт и обновление взлетно-посадочной полосы. Цель реконструкции состояла в том, чтобы отремонтировать взлетно-посадочную полосу, чтобы снова можно было приземлять пассажирские самолеты вместимостью до 50 мест (например, самолеты Arkia на маршруте Эйлат — Тель-Авив в то время).
В 2019 году региональный совет Тамар представил на утверждение Окружной комиссии по планированию и строительству план развития взлетно-посадочной полосы в качестве небольшого международного аэропорта для направлений в Европу, с взлетно-посадочной полосой длиной 2000 метров, диспетчерской вышкой, пассажирским терминалом, пожарной службой, пограничным контролем и таможней.
С 2020 года рядом с взлетно-посадочной полосой работает центр прыжков с парашютом.